# Excideuil
Excideuil is een gemeente in het Franse departement Dordogne (regio Nouvelle-Aquitaine) en telt 1318 inwoners (2006). De plaats maakte deel uit van het arrondissement Périgueux. Na de aanpassing van de arrondissementsgrenzen vanaf 2017 door het arrest van 30 december 2016 behoort zij tot het arrondissement Nontron. Excideuil telde op 1 januari 2022 1.195 inwoners.

## Geografie
De oppervlakte van Excideuil bedraagt 5,02 km², de bevolkingsdichtheid is 233 inwoners per km² (per 1 januari 2019).
De onderstaande kaart toont de ligging van Excideuil met de belangrijkste infrastructuur en aangrenzende gemeenten.

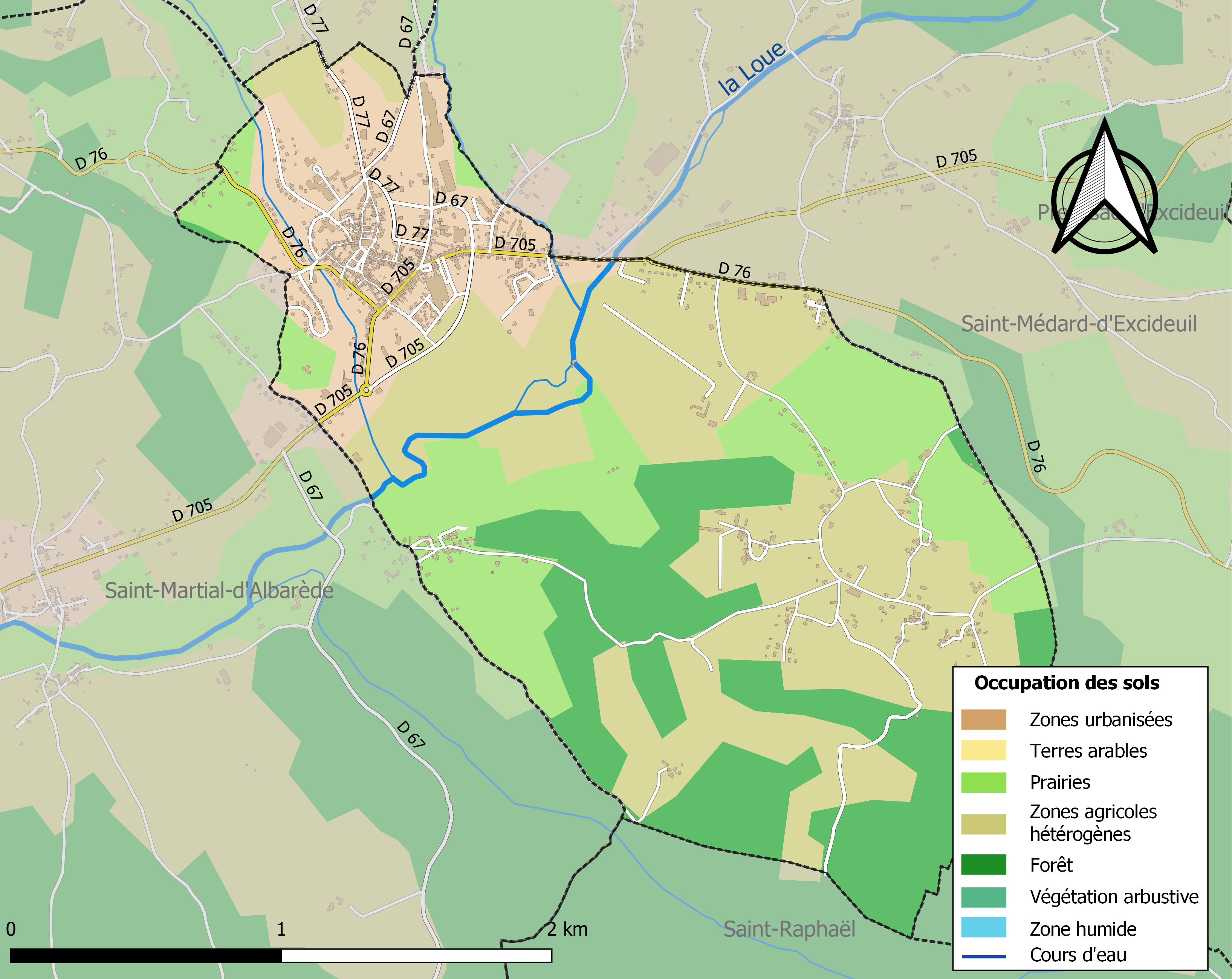

## Demografie
Onderstaande figuur toont het verloop van het inwonertal (bron: INSEE-tellingen).